# 勒蒂昂热
勒蒂昂热（法語：Le Thuit-Anger，法語發音：[lə tɥi ɑ̃ʒe]）是法国厄尔省的一个旧市镇，属于贝尔奈区。2016年，勒蒂昂热与临近的2个市镇合并为新市镇勒蒂德卢瓦松（Le Thuit de l'Oison）。

## 地理
勒蒂昂热（49°16'21"N, 0°58'2"E）面积3.03 平方千米，位于法国诺曼底大区厄尔省，该省份为法国北部内陆省份，北起滨海塞纳省，西接奧恩省和卡爾瓦多斯省，南至厄尔-卢瓦省，东临瓦兹省、瓦兹河谷省和伊夫林省。
与勒蒂昂热接壤的市镇（或旧市镇、城区）包括：埃尔伯夫。

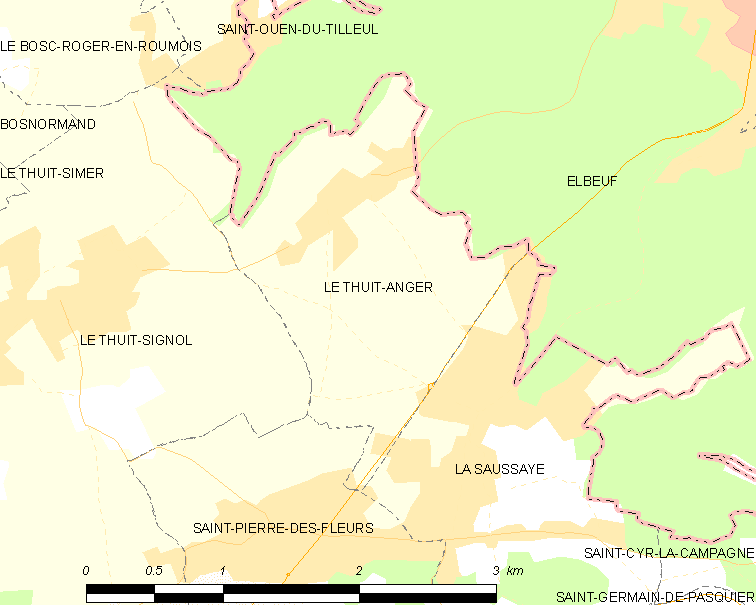
勒蒂昂热的OSM定位图

勒蒂昂热的时区为UTC+01:00、UTC+02:00（夏令时）。

## 行政
勒蒂昂热的邮政编码为27370，INSEE市镇编码为27636。

## 政治
勒蒂昂热所属的省级选区为大布特鲁尔德县。

## 人口

1962-2008年间勒蒂昂热人口变化图示

勒蒂昂热于2018年1月1日时的人口数量为721人。